# Carex sacerdotis
Carex sacerdotis är en halvgräsart som beskrevs av Ernest Nelmes. Carex sacerdotis ingår i släktet starrar, och familjen halvgräs.
Artens utbredningsområde är Vietnam. Inga underarter finns listade i Catalogue of Life.